# Бърл Айвс
Бърл Айвс (на английски: Burl Ives) е американски филмов и театрален актьор, писател и фолклорен певец, роден през 1909 година, починал през 1995 година. 
Айвс е сред популярните типажни актьори на Холивуд през 1950-те и 1960-те години. Връх в кариерата му остават забележителните изпълнения в превърналите се в класика филми „На изток от Рая“ (1955) на Елия Казан, „Котка върху горещ ламаринен покрив“ (1958) на Ричард Брукс и „Голямата страна“ (1958) на Уилям Уайлър за последния от които е удостоен с награди „Оскар“ и „Златен глобус“ за поддържаща роля. Високо акламирани са и изпълненията му в множество постановки на сцените на Бродуей.
Успоредно с актьорството Бърл Айвс развива изключително успешна кариера като изпълнител на фолклорни и кънтри песни с многобройни издадени студийни и концертни албуми.

## Биография

### Произход и младежки години
Бърл Айвс е роден като Бърл Айл Айвънхоу Айвс на 14 юни 1909 година в окръг Джаспър, щата Илинойс. Родителите му Леви Франк Айвс (1880 – 1947) и Корделия Уайт (1882 – 1954) са от шотландско-ирландски произход. Бърл има шест братя и сестри. Баща му е бил фермер. Още в ранна детска възраст Бърл впечатлява аудиторията със свое изпълнение на фолклорна балада пред сбирка на военни ветерани.
В периода 1927 – 29 г. той посещава щатския учителски колеж на Източен Илинойс в Чарлстън. Напускайки колежа, Бърл обикаля страната в началото на 1930-те години, хващайки се на различни работи и свирейки на банджо като уличен музикант. През 1940 г. Айвс стартира свое радиопредаване, наречено „Пътуващият странник“, където популяризира много от традиционните фолклорни песни. По това време той става част от фолклорната певческа група Алманах сингърс.
В началото на 1942 г. Бърл е призован като наборник в армията, където се включва във военното музикално шоу на Ървинг Бърлин. През септември 1943 г. е отзован от армията по медицински причини. До декември същата година живее в Калифорния, когато заминава за Ню Йорк, за да работи за радиостанцията на CBS за 100 долара на седмица. Дебюта си в киното Бърл прави две години по-късно като пеещ каубой във филма „Задимен“ (Smoky) (1946) на режисьора Луис Кинг.

## Избрана филмография
| Година | Филм                               | Оригинално заглавие   | Роля                 | Режисьор                         |
| ------ | ---------------------------------- | --------------------- | -------------------- | -------------------------------- |
| 1948   | Толкова скъп на сърцето ми         | So Dear to My Heart   | чичо Хайръм Дъглас   | Харолд Д. Шустер, Хамилтън Луске |
| 1950   | Сиера                              | Sierra                | самотния             | Алфред Е. Грийн                  |
| 1955   | На изток от Рая                    | East of Eden          | шерифът Сам          | Елия Казан                       |
| 1958   | Желание под брястовете             | Desire Under the Elms | Ифрам Кабът          | Делбърт Ман                      |
| 1958   | Котка върху горещ ламаринен покрив | Cat on a Hot Tin Roof | Харви Полайт, бащата | Ричард Брукс                     |
| 1958   | Голямата страна                    | The Big Country       | Ръфъс Хенеси         | Уилям Уайлър                     |
| 1959   | Денят на престъпника               | Day of the Outlaw     | Джак Брун            | Андре Де Тот                     |
| 1959   | Нашият човек в Хавана              | Our Man in Havana     | д-р Хасълбачър       | Карол Рийд                       |
| 1962   | Спираловидният път                 | The Spiral Road       | Янсен                | Робърт Мълиган                   |
| 1963   | Лятна магия                        | Summer Magic          | Ош Попам             | Джеймс Нийлсън                   |
| 1964   | Месинговата бутилка                | The Brass Bottle      | Факраш               | Хари Келър                       |
| 1979   | Само ти и аз, хлапе                | Just You and Me, Kid  | Макс                 | Леонард Стърн                    |
| 1982   | Бяло куче                          | White Dog             | Карутърс             | Самуел Фулър                     |